# Darwinulidae
Darwinulidae är en familj av kräftdjur. Enligt Catalogue of Life ingår Darwinulidae i överfamiljen Darwinuloidea, ordningen Podocopida, klassen musselkräftor, fylumet leddjur och riket djur, men enligt Dyntaxa är tillhörigheten istället ordningen Podocopida, klassen musselkräftor, fylumet leddjur och riket djur. Enligt Catalogue of Life omfattar familjen Darwinulidae 7 arter. 
Darwinulidae är enda familjen i överfamiljen Darwinuloidea.
Kladogram enligt Catalogue of Life och Dyntaxa:
| Darwinulidae | \| \| Alicenula \| \| \| \| \| \| Darwinula \| \| \| \| \| \| Penthesilenula \| \| \| \| |
|              | \| \| Alicenula \| \| \| \| \| \| Darwinula \| \| \| \| \| \| Penthesilenula \| \| \| \| |
|              | Alicenula                                                                                |
|              |                                                                                          |
|              | Darwinula                                                                                |
|              |                                                                                          |
|              | Penthesilenula                                                                           |
|              |                                                                                          |